# 7-羟基帽柱木碱
7-羟基帽柱木碱（缩写7-OH）是一种有机化合物，分子式C23H30N2O5，属于萜类吲哚生物碱，存在于卡痛树（Mitragyna speciosa）等植物中。